# Naim Frashëri
Naim Frashëri (Frashër, 25 maggio 1846 – Istanbul, 20 ottobre 1900) è stato un poeta e patriota albanese, considerato il pioniere della moderna letteratura albanese e, per questo, una delle icone culturali albanesi più influenti del XIX secolo.

Firma di Naim Frashëri

Naim e i suoi fratelli Abdyl e Sami nacquero e crebbero nel villaggio di Frashër alle pendici meridionali dei Monti Tomorr. Studiò numerose culture e lingue come l'arabo, il greco antico e moderno, il francese, l'italiano, il turco ottomano e il persiano. Fu uno dei pochi uomini a cui la cultura letteraria d'Occidente e d'Oriente fosse altrettanto familiare e preziosa.
Alla morte di suo padre, lui e la sua famiglia si stabilirono a Giannina dove ottenne l'ispirazione iniziale per le sue future poesie scritte in stile lirico e romantico. Dopo aver subito una grave infezione polmonare, a causa della sua tubercolosi congenita, a Costantinopoli, si unì al fratello Abdyl nella lotta per la libertà nazionale e la coscienza del popolo albanese durante il Rinascimento albanese, in cui divenne in seguito il rappresentante più illustre di quel periodo.
I capolavori di Frashëri hanno esplorato temi come la libertà, l'umanità, l'unità, la tolleranza e la rivoluzione. Le sue opere esistenti comprendono ventidue opere composte da quindici opere scritte in albanese e quattro in turco, due in greco e una in persiano, accessibili a un pubblico al di fuori dell'Albania. È lo scrittore più rappresentativo di poesia sufi in albanese, essendo stato sotto l'influenza di suo zio Dalip Frashëri, cercò di mescolare il sufismo con la filosofia occidentale nei suoi ideali poetici. Ha avuto un impatto straordinariamente profondo sulla letteratura e sulla società albanese durante il XX secolo, in particolare su Asdreni, Gjergj Fishta e Lasgush Poradeci, tra molti altri.
Ti Shqipëri, më jep nder, më jep emrin Shqipëtar, un verso memorabile nel suo poema O malet e Shqipërisë, è stato designato come motto nazionale dell'Albania. Parla all'unità, della libertà e incarna nelle sue parole un senso di orgoglio verso il Paese e le persone.

## Biografia

### Famiglia

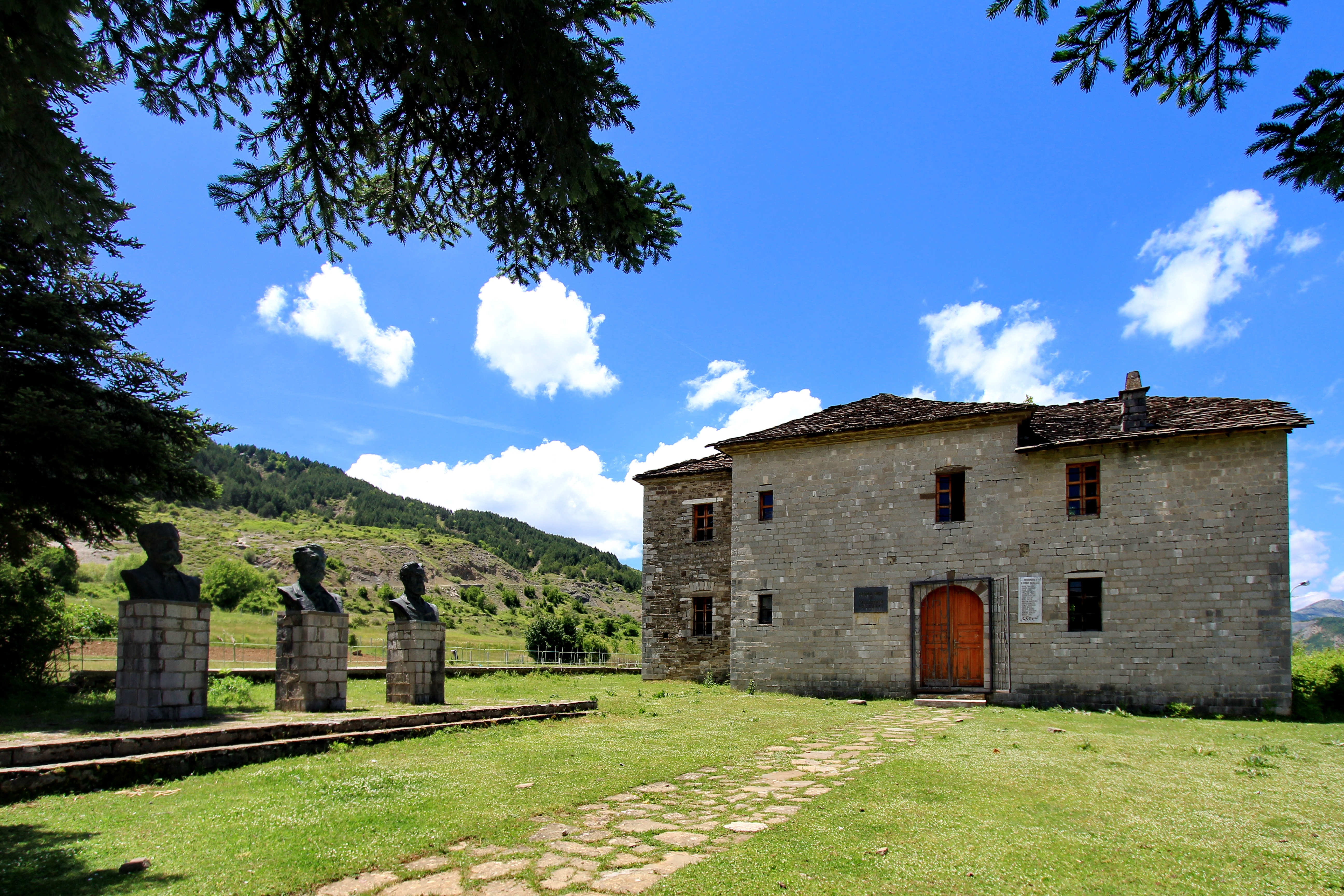
La casa natale di Naim Frashëri a Frashër.

Naim Frashëri nacque il 25 maggio 1846 in una ricca famiglia albanese di fede musulmana bektashi, nel villaggio di Frashër in quella che allora faceva parte dell'Impero ottomano e ora l'Albania. Lui, come Sami e Abdyl, era uno degli otto figli di Halid Frashëri (1797–1859), proprietario terriero e comandante militare. Halid apparteneva al ramo Dakollari della famiglia Frashëri. Erano discendenti di Ajaz Bey di Gramsh che nel 1650-60 ricevette il comando di Frashër. Il nonno di Ajaz Bey, Hamza Bey perse le sue terre a Tomorrica nel 1570 quando si ribellò e fu esiliato, ma le fortune della famiglia cambiarono con l'ascesa di Mehmet Köprülü che intervenne in loro favore e furono graziati.

### Formazione
Nella Tekke di Frashër ricevette lezioni in tutte le materie comuni del suo tempo soprattutto in lingue come l'arabo, il turco ottomano e il persiano. Come membro di una famiglia che gli diede una forte educazione Bektashi, trascorse parte del suo tempo in una tekke Bektashi. Dopo la morte dei genitori, la famiglia si trasferì a Giannina nel 1865. Il fratello maggiore, Abdyl, divenne il capofamiglia all'età di 22 anni e iniziò a lavorare come commerciante. Quell'anno Naim e Sami si iscrissero al liceo di Zosimaia, dove vennero fornite a Naim le basi di un'istruzione classica lungo le linee occidentali. Oltre alle lingue apprese nella Zosiamaia (greco antico e moderno, francese e italiano), Naim prese lezioni private di persiano, turco e arabo da due importanti Bektashi locali.
Dopo aver terminato gli studi nel 1870, Frashëri lavorò per alcuni mesi presso l'ufficio stampa di Istanbul ma fu costretto a tornare nel suo villaggio natale a causa della tubercolosi. Il clima di Frashër aiutò Naim e presto iniziò a lavorare nella burocrazia ottomana come impiegato a Berat e successivamente a Saranda (1872–1877). Tuttavia, nel 1876 Frashëri lasciò il lavoro e si recò a Baden, nell'odierna Austria, per curare i suoi problemi di reumatismi in un luogo di cura.

### Politica
Nel 1879, insieme a suo fratello Sami e ad altri 25 albanesi, Naim Frashëri fondò e fu membro della Società per la pubblicazione degli scritti albanesi a Istanbul che promuoveva pubblicazioni in lingua albanese. Le autorità ottomane proibirono di scrivere in albanese nel 1885, il che portò alla pubblicazione degli scritti all'estero sotto le sue iniziali (N.H.F.) in modo da aggirare tali restrizioni. Successivamente, nel 1887 furono istituite scuole albanesi nel sud-est dell'Albania.
Una rivista albanese, Drita, apparve nel 1884 sotto la direzione di Petro Poga e successivamente Pandeli Sotiri con Naim Frashëri come editore dietro le quinte poiché all'epoca le autorità ottomane non consentivano di scrivere in albanese. Naim Frashëri e altri scrittori albanesi come suo fratello Sami Frashëri avrebbero scritto usando pseudonimi nella pubblicazione di Poga. A causa della mancanza di materiale educativo Naim Frashëri, suo fratello Sami e molti altri albanesi scrissero libri di testo in lingua albanese durante la fine degli anni 1880 per la scuola albanese di Coriza. In una lettera a Faik Konitza nel 1887, Frashëri espresse sentimenti riguardo allo stato precario dell'Impero ottomano secondo cui il miglior risultato per gli albanesi sarebbe stata un’annessione di tutta l'Albania da parte dell'Austria-Ungheria.
Nel 1900 Naim Frashëri morì a Istanbul. Durante gli anni '50 il governo turco permise che le sue spoglie fossero inviate e seppellite di nuovo in Albania.

## L'opera

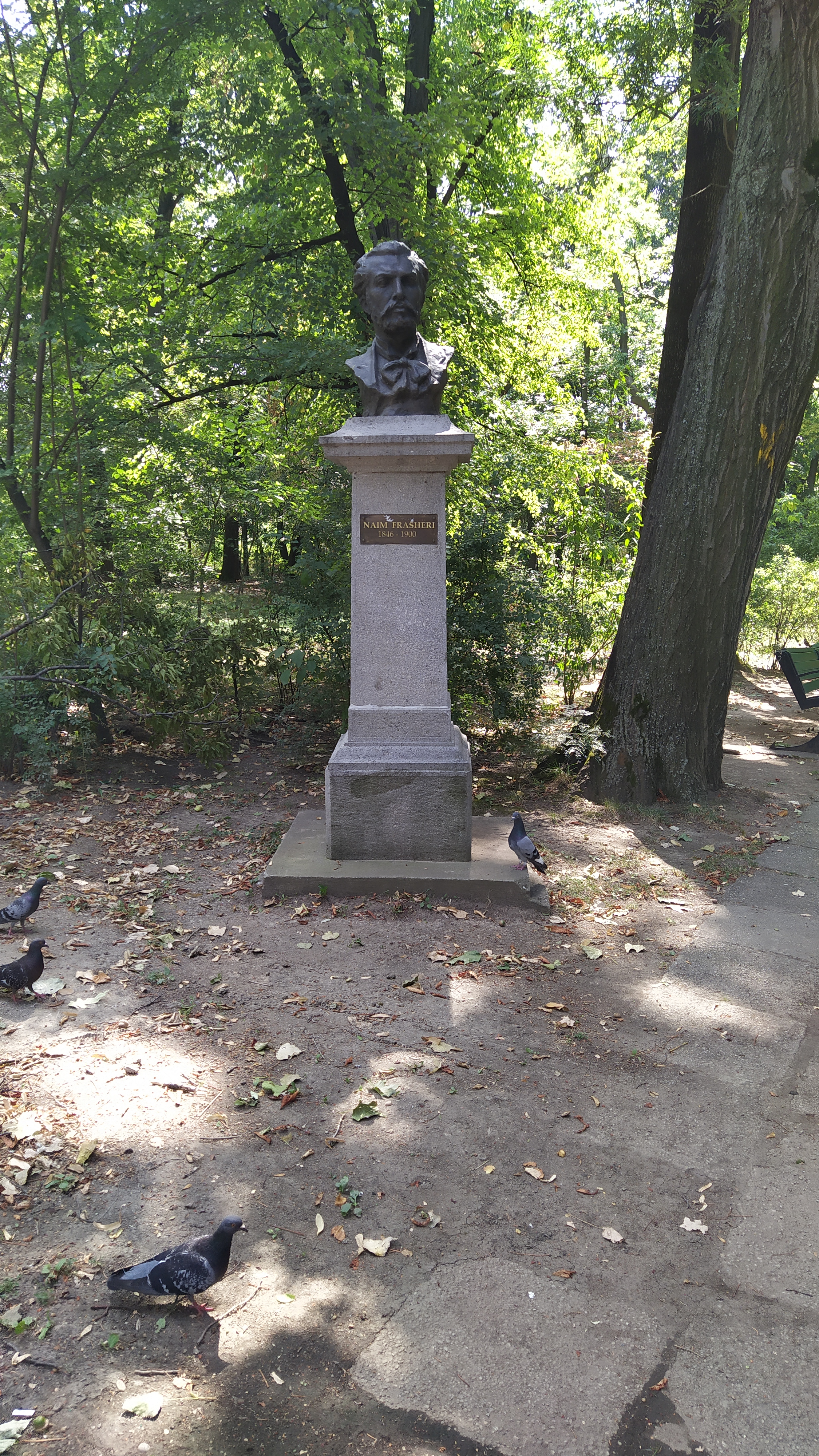
Un busto di Naim Frashëri nel Parco Herăstrău di Bucarest, Romania.

Sotto l'influenza degli avvenimenti storici, soprattutto della Lega Albanese di Prizren (Lidhja Shqiptare të Prizrenit), di cui uno degli organizzatori era Abdyl, suo fratello maggiore, e delle opere culturali patriottiche della Società di Istanbul (Shoqërisë së Stambollit), a capo della quale c'era Sami, il poeta abbandonò le poesie in persiano e si dedicò totalmente a quelle in albanese. Ad Istanbul Naim Frashëri fu uno degli editori principali della rivista Drita (Luce), e poi Dituria (Sapere) (1884-1885), nella quale sono state pubblicate molte delle sue poesie, opere in prosa e rima per le prime scuole in albanese che si sono aperte. Collaborò come membro della Commissione degli Editori del Ministero dell'Istruzione, ed in seguito come presidente.
Nel 1886 pubblicò i suoi poemi più conosciuti Bagëti e Bujqësí ("Mandrie e agricoltura"), quello in greco Dëshira e vërtetë e shqiptarëve ("Il vero desiderio degli albanesi", o in lingua greca "O alithis pothos ton Alvanon") e quattro libri per la scuola: Vjersha për mësonjtoret e para, E këndimit të çunavet këndonjëtoreja (in due volumi, con poesie, vari racconti e prime conoscenze scientifiche ed umanitarie), come anche una Storia generale.
Nel 1890 uscì la raccolta delle liriche Luletë e Veresë ("I fiori dell'estate"), poi Mësimet ("Le lezioni"), prosa patriottica e morale, Fjalët fluturake ("La Parola svolazzante") in rime nel 1896. Infine nel 1898 il grande poema epico Historia e Skënderbeut ("La storia di Skanderbeg") ed il poema religioso Qerbelaja, ecc.
I due motivi principali della poesia di Naim, l'amore per la patria albanese e l'amore per tutti gli uomini, si fondono nella sua poesia e spesso l'ardore della fede religiosa che la contraddistingue si trasforma in elevati accenti di preghiera.
Bageti e bujqesia, questo poema lirico epico fu tra le opere più belle e ispirate per tutta la letteratura della Rilindja. Nessuno prima di Naim aveva mai cantato l'amore per la natura albanese, l'orgoglio nazionale con un pathos tanto focoso e una lingua poetica tanto dolce e bella. Con il motivo dell'orgoglio Naim riesce a smuovere nei compatrioti la coscienza patriottica, per renderli consapevoli di essere figli di un paese con valori versatili, di una terra che si aspetta molto da loro. 
Il poeta mostra scene di vita e di lavoro quotidiano che caratterizzano le regioni del Nord d'Albania, creando quasi un inno alle persone semplici e non rappresentanti di alte classi: in ciò troviamo e riconosciamo il senso democratico di Naim. Egli idealizza la vita in Patria presentandola con i colori vivaci e con toni idialliaci, con lo scopo di rendere più amata la terra agli albanesi. Il mondo romantico di Naim si riassume nell'esaltazione delle bellezze della natura del suo paese, della vita di campagna, nell'amore per la Patria. L'opera creò una tradizione per i poeti successivi.

## Filatelia e Numismatica
A Naim Frashëri sono stati dedicati due francobolli uno nel 1950 ed uno nel 2000. Dal 1996 appare sulla banconota da 200 lek mentre tra il 1964 ed il 1991 un suo ritratto è stato posto sul biglietto da 10 leka.

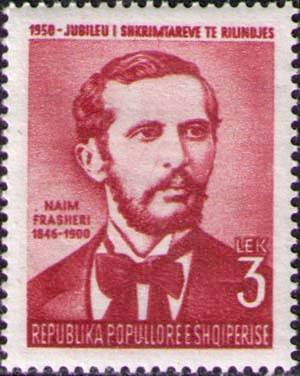
Francobollo del 1950
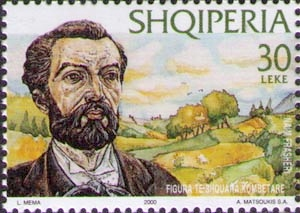
Francobollo per il centenario della morte del poeta 1900- 2000
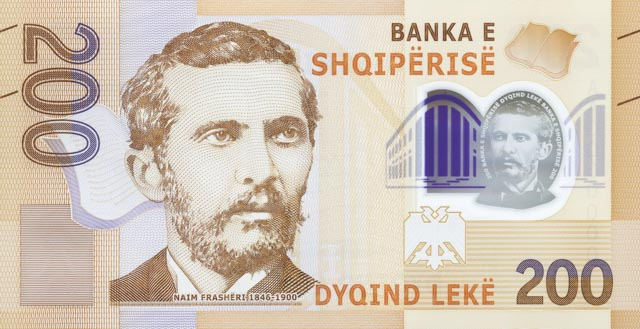
Banconota da 200 lek